# 최병모 (배우)
최병모(崔炳模, 1972년 1월 14일  ~ )는 대한민국의 배우이다.

## 연기 활동

### 영화
- 2003년 《대한민국 헌법 제1조》 ... 제갈봉 역
- 2013년 《감기》 ... 최동치 역
- 2013년 《결혼전야》 ... 결혼식장 유부남 역
- 2014년 《플랜맨》 ... 심사위원 1 역
- 2014년 《좋은 친구들》 ... 재규 역
- 2015년 《강남 1970》 ... 문과장 역
- 2015년 《치외법권》 ... 부장검사 역
- 2015년 《오피스》 ... 인사과장 역
- 2015년 《특종: 량첸살인기》 ... 라디오 DJ 역
- 2016년 《대배우》 ... 별무리 연출 역
- 2016년 《탐정 홍길동: 사라진 마을》 ... TV 토론 국회의원 역
- 2016년 《아가씨》 ... 채찍은 말한다 독회 손님 2 역
- 2016년 《특별수사: 사형수의 편지》 ... 장부장 역
- 2016년 《국가대표 2》 ... 영자남편 역
- 2016년 《아수라》 ... 오 검사 역
- 2017년 《불한당: 나쁜 놈들의 세상》 ... 최 선장 역
- 2017년 《대립군》 ... 남내관 역
- 2018년 《허스토리》 ... 배정길 아들 순모씨 역
- 2018년 《공작》 ... 유 의원 역
- 2018년 《협상》 ... 공 비서 역
- 2020년 《다만 악에서 구하소서》 ... 서울형사 역 (우정출연)
- 2021년 《미션 파서블》 ... 차오 요원 역
- 2021년 《방법: 재차의》 ... 과거 김주환 부장 역
- 2021년 《보이스》 ... 박 실장 역
- 2022년 《압꾸정》 ... 조태천 역
- 2023년 《길복순》 ... 현철 역
- 2023년 《더 문》 ... 오규석 역
- 2023년 《서울의 봄》[3] ... 도희철(박희도) 역 (첫 천만영화)

### 드라마
- 2012년 MBC 《마의》 ... 청나라 사신단 호의무사(광희제 직속 호위무사) 역
- 2014년 OCN 《리셋》
- 2015년 OCN 《실종느와르 M》 ... 김영근 역
- 2015년 OCN 《아름다운 나의신부》 ... 김 비서 역
- 2015년 SBS 《용팔이》 ... 민 실장 역
- 2016년 네이버 TV 《질풍기획》 ... 조현철 부장 역
- 2016년 OCN 《동네의 영웅》
- 2016년 KBS2 《마스터 - 국수의 신》 ... 안중용 역
- 2016년 tvN 《또! 오해영》 ... 박순택 역
- 2016년 tvN 《굿 와이프》 ... 이종인 판사 역
- 2016년 SBS 《달의 연인 - 보보경심 려》 ... 박영규 역
- 2017년 tvN 《내성적인 보스》 ... 유명기획 PT 발표자 역 (특별출연)
- 2017년 tvN 《비밀의 숲》 ... 김우균 역
- 2017년 KBS2 《KBS 드라마 스페셜 - 만나게 해, 주오》 ... 요시다 역
- 2017년 tvN 《부암동 복수자들》 ... 이병수 역
- 2018년 KBS2 《우리가 만난 기적》 ... 딱풀이(허동구) 역
- 2018년 KBS2 《너도 인간이니?》 ... 최상국 역
- 2018년 tvN 《하늘에서 내리는 일억 개의 별》 ... 이경철 역
- 2018년 JTBC 《제3의 매력》
- 2019년 MBC 《봄이 오나 봄》 ... 박윤철 역
- 2019년 채널A 《평일 오후 세시의 연인》 ... 이영재 역
- 2020년 tvN 《머니게임》 ... 나준표 역
- 2020년 tvN 《방법》 ... 김주환 역
- 2020년 tvN 《악의 꽃》 ... 도민석 역
- 2021년 SBS 《펜트하우스 2》 ... 판사 역 (특별출연)
- 2021년 tvN 《드라마 스테이지 - 더 페어》 ... 남주철 역
- 2022년 tvN 《우리들의 블루스》 ... 종우 역
- 2023년 MBC 《조선변호사》 ... 임상호 역
- 2023년 Disney+ 《형사록 2》 … 차경필 역
- 2023년 ENA 《악인전기》 … 문해준 역
- 2024년 Disney+ 《로얄로더 (드라마)》 특별출연 한태오 아버지역
- 2025년 tvN 《원경》 ... 명선대부 역
- 2025년 KBS2 《독수리 5형제를 부탁해!》[4] ... 독고탁 역

### 연극
- 2005년 《강풀의 순정만화》 ... 규철 역
- 2006년 《서스펜스 햄릿》
- 2008년 《닥터 이라부》 ... 데츠야 역
- 2008년 ~ 2009년 《보고싶습니다》 ... 상도 역
- 2010년 ~ 2012년 《친정엄마와 2박3일》
- 2012년 《잊을 수 없는》 ... 우진 역

## 수상 및 후보
| 연도 | 시상식       | 부문        | 작품                            | 결과 |
| ---- | ------------ | ----------- | ------------------------------- | ---- |
| 2018 | KBS 연기대상 | 남자 조연상 | 우리가 만난 기적, 너도 인간이니 | 후보 |